# Julian Hans
Julian Hans (* 1974 in Freiburg im Breisgau) ist ein deutscher Journalist.

## Leben und Wirken
Nach dem Zivildienst in Nowosibirsk studierte er Kulturwissenschaften an den Universitäten in Frankfurt (Oder), Moskau und Posen. Seine Ausbildung zum Journalisten erhielt Julian Hans an der Henri-Nannen-Schule. Von 2006 bis 2011 war er Redakteur bei der Zeit, wo er bis 2011 Chefredakteur des Magazins Zeit Campus war. Anschließend wechselte er zur Süddeutschen Zeitung, für die er als Auslandskorrespondent aus Moskau und als Polizeireporter aus München berichtete. Ende September 2021 verließ er die Süddeutsche Zeitung.

## Veröffentlichungen
- Kinder der Gewalt: Ein Porträt Russlands in fünf Verbrechen. C.H.Beck, 2024, ISBN 978-3-406-81040-4.[2]